# Leichtathletik-Europameisterschaften 1938/1500 m der Männer

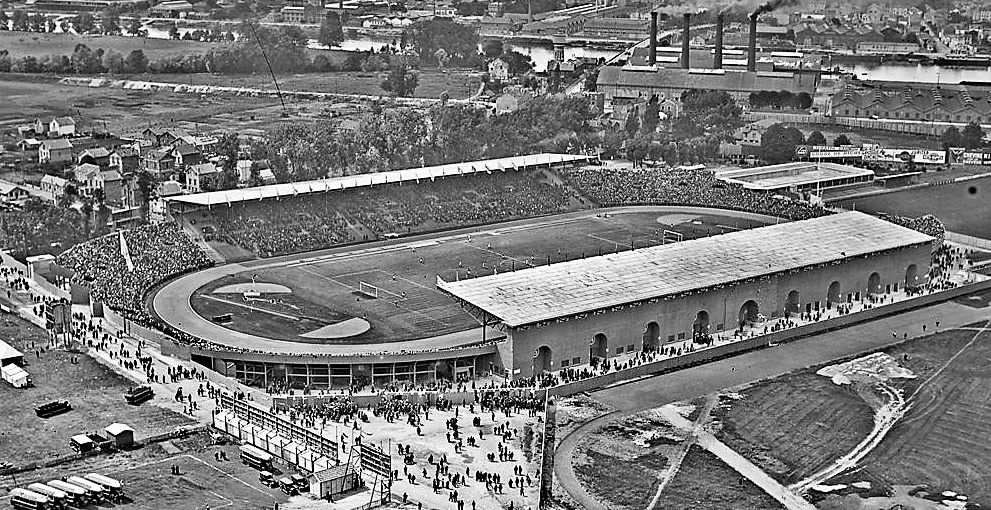
Olympiastadion in Paris 1924

Der 1500-Meter-Lauf der Männer bei den Leichtathletik-Europameisterschaften 1938 wurde am 3. und 5. September 1938 im Stade Olympique der französischen Hauptstadt Paris ausgetragen.
Europameister wurde der Brite Sydney Wooderson, der vor dem Belgier Joseph Mostert gewann. Den dritten Platz belegte der Italiener Luigi Beccali.

## Rekorde

### Bestehende Rekorde
| Weltrekord           | 3:47,8 min | Jack Lovelock | OS Berlin, Deutsches Reich | 6. August 1936    |
| Europarekord         | 3:48,6 min | Miklós Szabó  | Budapest, Ungarn           | 6. August 1936    |
| Meisterschaftsrekord | 3:54,6 min | Luigi Beccali | EM Turin, Italien (Finale) | 7. September 1934 |

### Rekordverbesserung
Der britische 800-Meter-Weltrekordler Sydney Wooderson verbesserte als neuer 1500-Meter-Europameister den EM-Rekord im Finale um genau eine Sekunde auf 3:53,6 Minuten.

## Vorrunde
3. September 1938
Die Vorrunde wurde in zwei Läufen durchgeführt. Die ersten fünf Athleten pro Lauf – hellblau unterlegt – qualifizierten sich für das Finale.

### Vorlauf 1

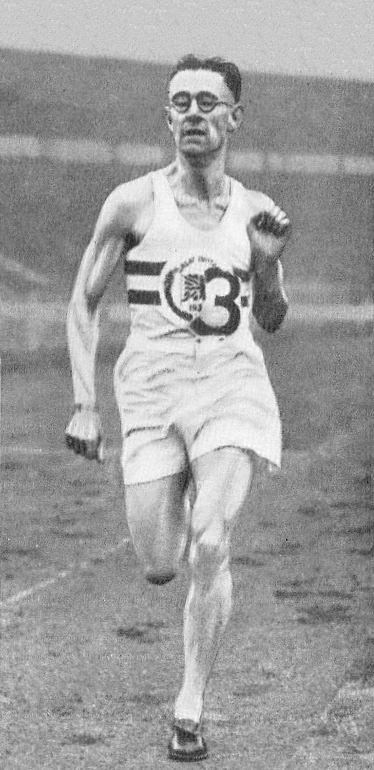
Europameister Sydney Wooderson, der acht Jahre später auch 5000-Meter-Europameister wurde

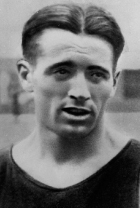
Titelverteidiger Luigi Beccali kam auf den dritten Platz

| Platz | Name             | Nation             | Zeit (min) |
| ----- | ---------------- | ------------------ | ---------- |
| 1     | Joseph Mostert   | Belgien            | 3:57,7     |
| 2     | Toivo Sarkama    | Finnland           | 3:57,8     |
| 3     | Sydney Wooderson | Großbritannien     | 3:58,1     |
| 4     | Ingvar Haglund   | Schweden           | 3:59,5     |
| 5     | Robert Goix      | Frankreich         | 4:09,0     |
| 6     | Renzo Zipoli     | Königreich Italien | 4:11,0     |
| 7     | Frits de Ruyter  | Niederlande        | NT         |

### Vorlauf 2
| Platz | Name             | Nation             | Zeit (min) |
| ----- | ---------------- | ------------------ | ---------- |
| 1     | Luigi Beccali    | Königreich Italien | 4:02,0     |
| 2     | Niilo Hartikka   | Finnland           | 4:02,3     |
| 3     | Jim Alford       | Großbritannien     | 4:02,5     |
| 4     | Pierre Leichtnam | Frankreich         | 4:03,1     |
| 5     | Jan Staniszewski | Polen              | 4:03,6     |
| 6     | Jean Deloge      | Luxemburg          | 4:12,1     |
| DNF   | Åke Jansson      | Schweden           |            |

## Finale
5. September 1938, 16:20 Uhr
| Platz | Name             | Nation             | Zeit (min) |
| ----- | ---------------- | ------------------ | ---------- |
| 1     | Sydney Wooderson | Großbritannien     | 3:53,6 CR  |
| 2     | Joseph Mostert   | Belgien            | 3:54,5     |
| 3     | Luigi Beccali    | Königreich Italien | 3:55,2     |
| 4     | Niilo Hartikka   | Finnland           | 3:56,5     |
| 5     | Toivo Sarkama    | Finnland           | 3:56,7     |
| 6     | Jan Staniszewski | Polen              | 3:58,4     |
| 7     | Jim Alford       | Großbritannien     | 4:03,0     |
| 8     | Ingvar Haglund   | Schweden           | 4:08,2     |
| 9     | Robert Goix      | Frankreich         | 4:10,0     |
| DNF   | Pierre Leichtnam | Frankreich         |            |